# Droits LGBT à Monaco

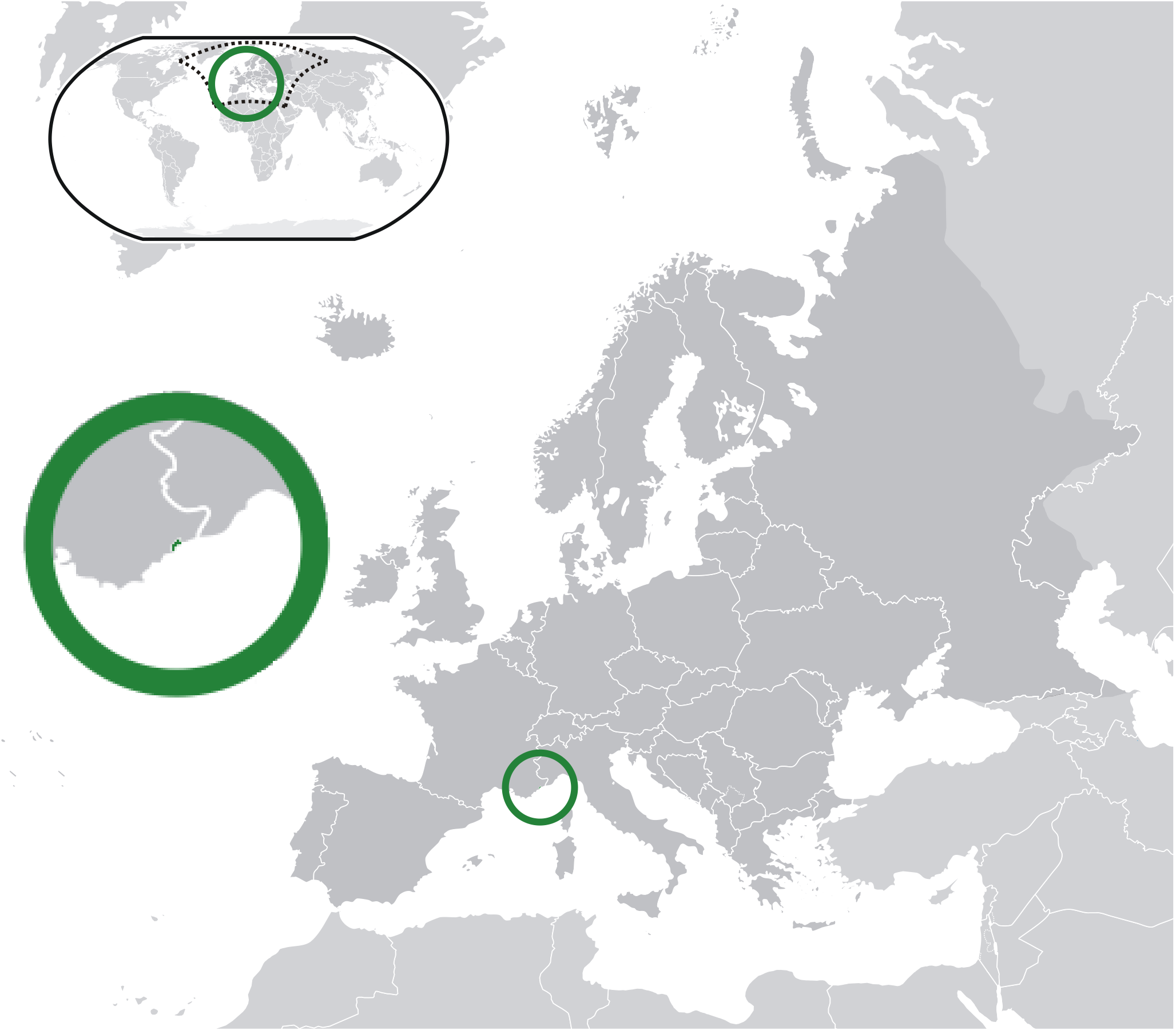
Localisation de Monaco.

Les personnes lesbiennes, gays, bisexuelles et transgenres (LGBT) à Monaco peuvent faire face à des difficultés légales que ne connaissent pas les résidents non-LGBT.

## Dépénalisation de l'homosexualité
Les sanctions pour tout acte d'homosexualité ont été supprimées à la suite de la Révolution française, en 1793, Monaco étant alors partie de la France (En vertu du décret du 14 février 1793, la Convention nationale décréta en son article premier que « La ci-devant principauté de Monaco est réunie au territoire de la République française, et fait partie du département des Alpes-Maritimes »).

## Reconnaissance légale des couples homosexuels
Actuellement l'union civile est la seule forme de reconnaissance légale des couples homosexuels à Monaco (depuis 2020).
En novembre 2010, le conseiller national Jean-Charles Gardetto annonce son intention de déposer une proposition de loi pour définir légalement le concept de cohabitation indépendamment du sexe des deux cohabitants.
Le 18 juin 2013, le parti d'opposition Union monégasque dépose au Conseil National une proposition de loi relative au Pacte de vie commune. Le Président du Conseil National, Laurent Nouvion annonce que cette proposition de loi sera débattue dans le courant des années 2015-2016.
Le 26 octobre 2016, le Conseil national adopte à l'unanimité la proposition de loi, donnant ainsi 6 mois au Conseil de gouvernement de Monaco pour le transformer en projet de loi. La loi établissant un contrat de vie commune est votée le 4 décembre 2019,. Ce contrat est également ouvert à des personnes d'une même famille (parent et enfant, deux adelphes) qui cohabitent.

## Tableau récapitulatif
| Dépénalisation de l’homosexualité                                                   | depuis 1793 |
| Majorité sexuelle identique à celle des hétérosexuels                               | depuis 1793 |
| Interdiction des discours de haine contre les LGBT                                  | depuis 2005 |
| Interdiction de la discrimination liée à l'orientation sexuelle à l'embauche        | Non         |
| Interdiction de la discrimination liée à l'identité de genre dans tous les domaines | Non         |
| Mariage civil                                                                       | Non         |
| Partenariat civil                                                                   | depuis 2020 |
| Adoption conjointe dans les couples de personnes de même sexe                       | Non         |
| Adoption par les personnes homosexuelles célibataires                               | Non         |
| Droit pour les gays de servir dans l’armée                                          | Oui         |
| Droit de changer légalement de genre                                                | Non         |
| Gestation pour autrui pour les gays                                                 | Non         |
| Accès aux FIV pour les lesbiennes                                                   | Non         |
| Autorisation du don de sang pour les HSH                                            | Non         |